# Femme circassienne voilée
Femme circassienne voilée est un tableau réalisé en 1876 par le peintre français Jean-Léon Gérôme. Cette peinture à l'huile sur toile, de format vertical de 40,7 par 32,6 cm, est le portrait à mi-corps d’une jeune femme. Elle fait partie de la collection du Musée d’art orientaliste de Doha au Qatar depuis 2008.
La toile se trouvait dans une collection particulière en Jordanie depuis 1997. Elle est vendue chez Christie's le 2 juillet 2008 à Londres pour 2,5 millions d’euros. La toile rejoint la collection du Musée d’art orientaliste de Doha avec Le Barde noir acheté pour 850 000 euros, la même année, chez Sotheby's à New York.

## Contexte
La Circassie est une région historique située au nord du Caucase. Après en avoir été victimes lorsqu'ils n'étaient pas encore islamisés, les Circassiens musulmans ont à leur tour pratiqué la traite orientale des esclaves à partir du XVIe siècle, au détriment des populations russes méridionales et au profit de leurs clients ottomans. Nous ne savons pas si cette femme est une courtisane, une esclave ou une femme de bonne famille. 

## Description
Cette jeune femme est vêtu d’un caftan de soie bleu ciel décoré de motifs floraux et de dentelle dorée. Sa tête est couverte d’un fin voile vert pailleté d’or. Elle porte une bague en or sertie d’une émeraude à son annulaire gauche. À son poignet, elle porte deux bracelets. Elle tient dans sa main une baguette en bois. Son bras gauche est accoudé sur une pièce couverte d’une tapisserie au motif coloré. Le fond de la toile est d'un rouge-bordeaux uni. 
La signature de l’artiste se trouve en haut à droite.

## Galerie

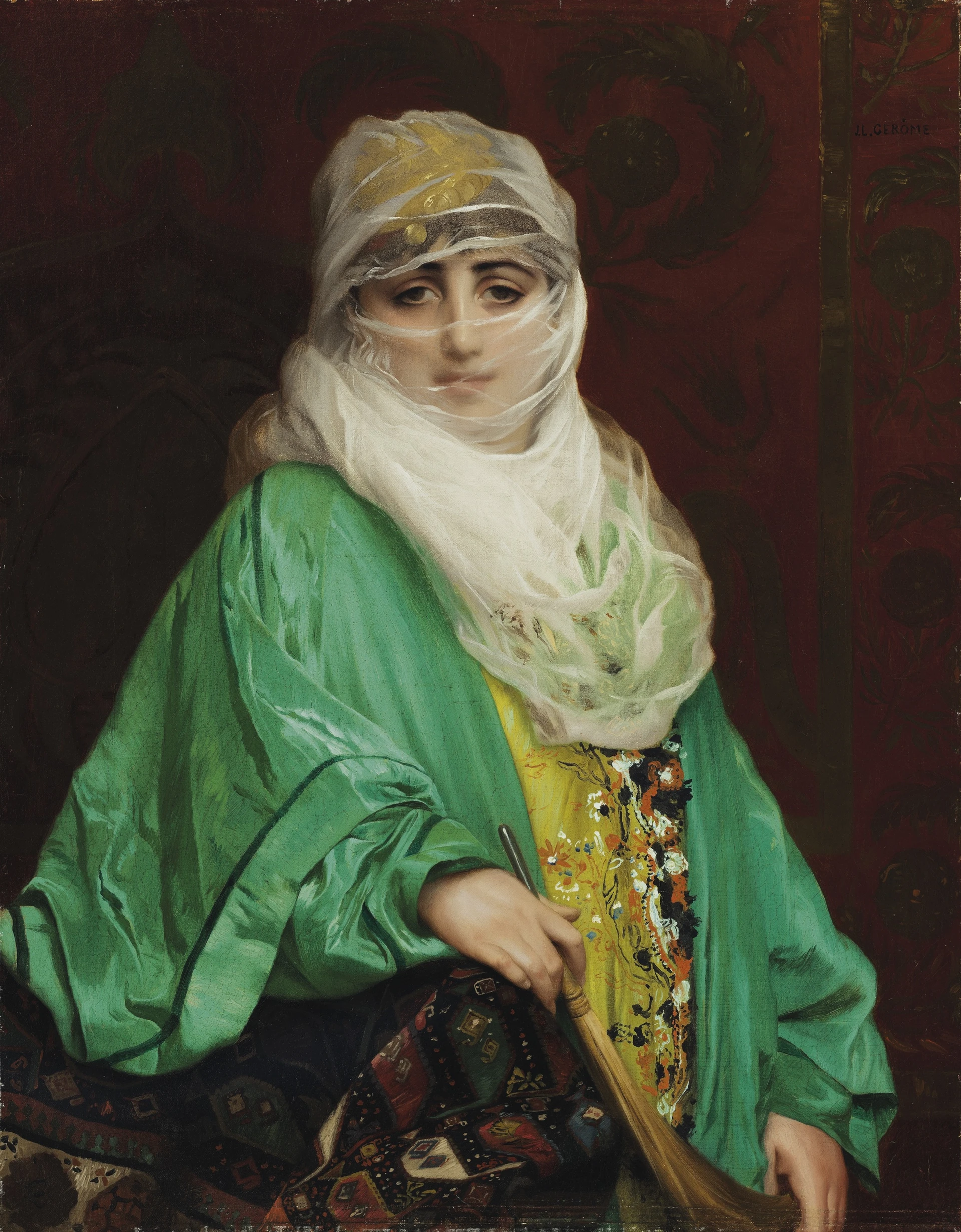
Femme de Constantinople, debout.
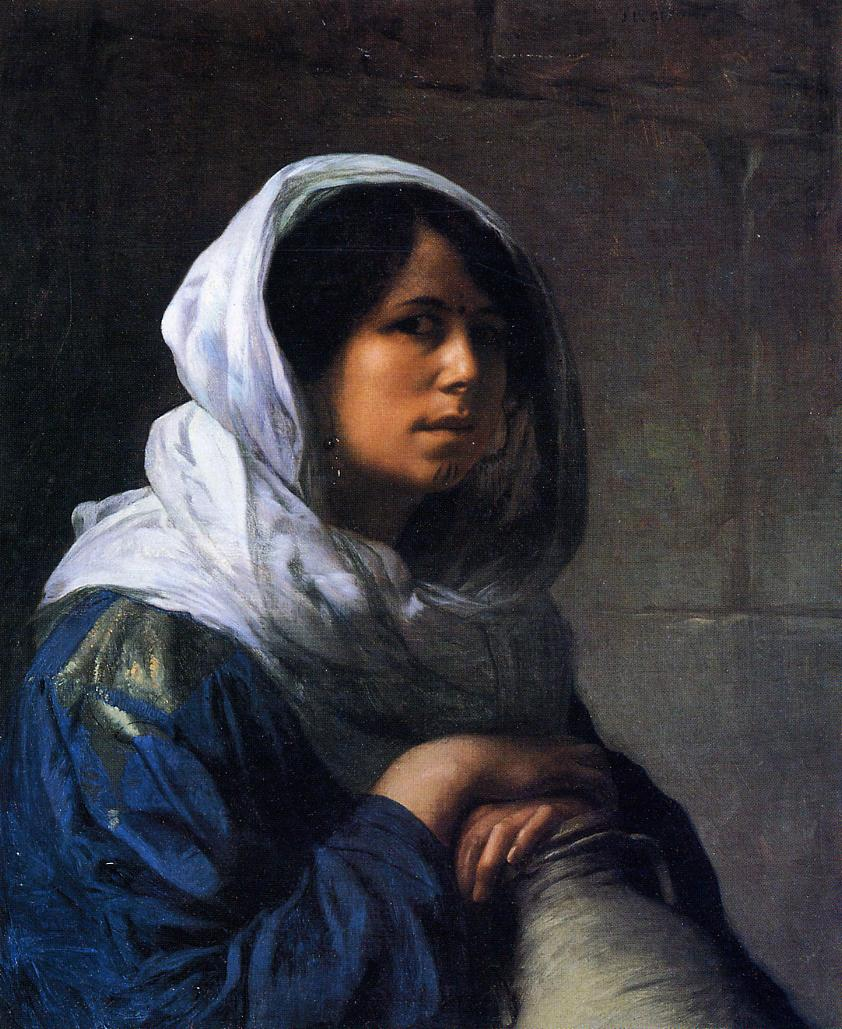
Femme fellah.
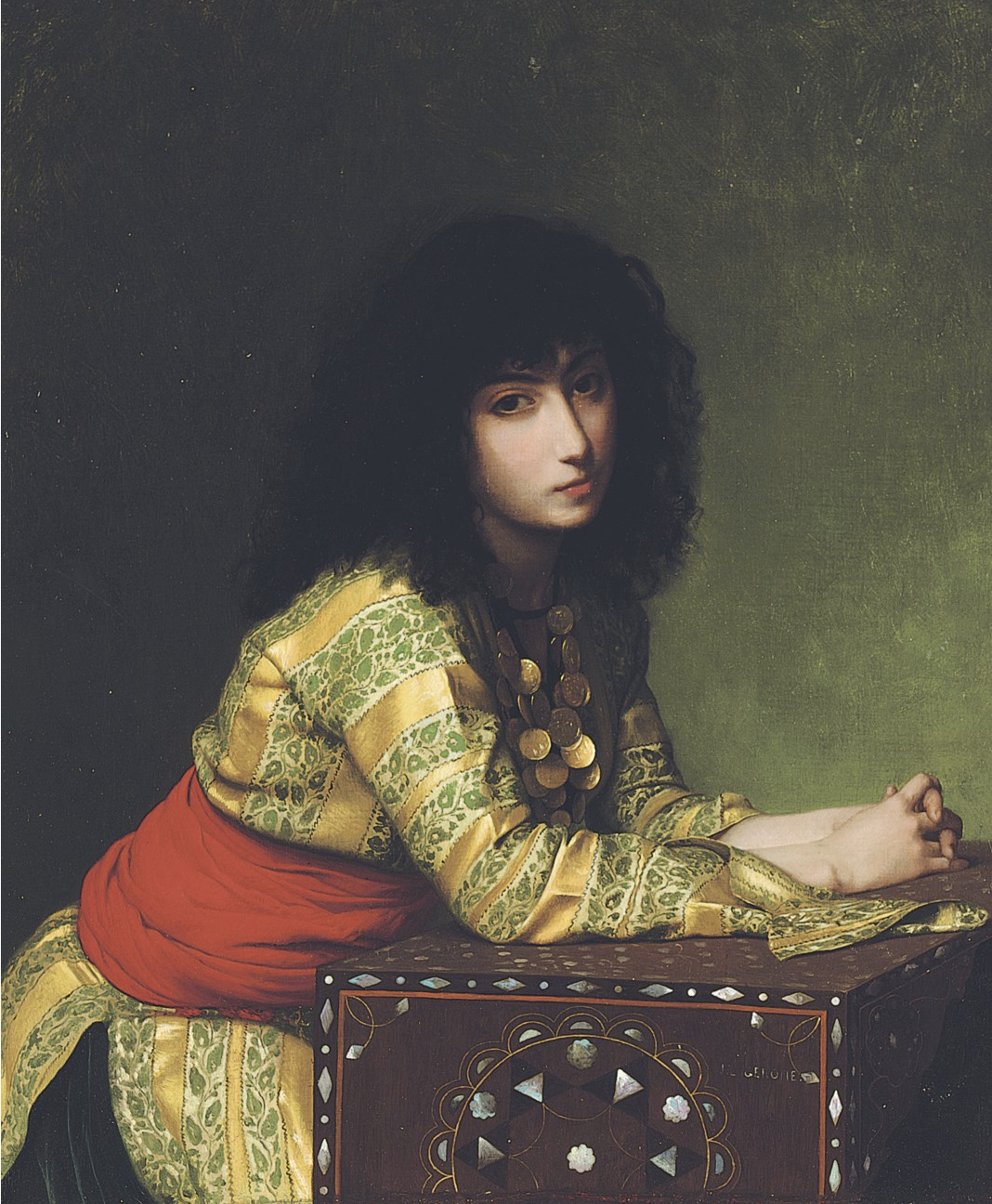
Jeune fille égyptienne.